# Gündoğarken
Grup Gündoğarken (literalment "Grup Albada") va ésser un grup musical turc molt popular.
El grup va ésser fundat per İlhan Şeşen el 1983. Els altres membres del grup eren Gökhan Şeşen i Burhan Şeşen, tots dos nebots del fundador. Les seves primeres actuacions van ésser, sobretot, de música incidental. El grup va col·laborar amb Levent Kırca i Ferhan Şensoy en les seves aparicions escenogràfiques. També van tocar la melodia genèrica del programa de TV "Olacak o Kadar", sèrie còmica d'èxit. A partir de 1986 van fer una sèrie de concerts per Turquia i a l'estranger. El 1988 van participar en la fase de classificació turca per al Festival de la Cançó d'Eurovisió amb la seva cançó "Resimler Resimler" (Quadres, quadres), però no van poder guanyar el concurs. Probablement, el seu èxit més notable va ésser "Ankara'dan Abim Geldi" (El meu germà gran ha vingut d'Ankara) de l'any 1992. Després de 1994 el grup es va dissoldre, tot i que segueixen col·laborant de tant en tant en diversos concerts.

## Discografia
| Nom                                                          | Any  |
| ------------------------------------------------------------ | ---- |
| Bir Yaz Daha Bitiyor (Acaba un estiu més)                    | 1986 |
| Yaz Bulutları (Núvols d'estiu)                               | 1988 |
| Bir Günlük Aşk (Una passió d'un dia)                         | 1989 |
| Ankara'dan Abim Geldi (El meu germà gran ha vingut d'Ankara) | 1992 |
| Mest Of Gündoğarken (Uf! Gündoğarken borratxo)               | 1998 |
| Gündoğarken 99                                               | 1999 |
| İstanbul Atina İstanbul (Istanbul Atenes Istanbul)           | 2000 |
| Hayat Bu (Això és vida)                                      | 2008 |
| Bir Yaz Daha Bitiyor + Yaz Bulutları (Doble CD)              | 2008 |